# Coldrex
Coldrex je označení pro řadu farmaceutických přípravků firmy GlaxoSmithKline. Obsahuje paracetamol, kofein, fenylefrin, monohydrát terpinu a vitamín C.
Přípravky Coldrex slouží k odstranění příznaků chřipky a nachlazení, jako například akutního zánětu horních cest dýchacích, horečky, bolesti hlavy, bolesti v krku, bolesti kloubů a svalů.[zdroj?] Někdy je ovšem kritizován pro svou vysokou cenu ve srovnání s jinými podobnými přípravky a pro své účinky na uvolnění nosu, což však u nemocných s chřipkou obvykle není potřeba (zatímco na silné bolesti hlavy doprovázející chřipku naopak stačit nemusí).

## Formy Coldrex
- Coldrex horký nápoj – prášek pro přípravu perorálního roztoku s obsahem paracetamolu a dalších látek různé chuti a vůně. Je dostupný ve třech variantách – Coldrex horký nápoj / Junior / Maxgrip – lišící se předně v množství hlavní účinné látky paracetamolu.
- Coldrex proti bolení v krku – okrouhlé pastilky různé chuti a vůně. Účinné zejména k odstranění bolestí v krku při faryngitidě (zánětu hltanu).
- Coldrex tablety – podlouhlé tablety s obsahem paracetamolu a dalších látek proti příznakům chřipky a nachlazení
- Coldrex broncho – sirup k úlevě od kašle (průduškový kašel) a k usnadnění odkašlávání při akutním zánětu průdušek se zahleněním, při chřipce a nachlazení.
- Coldrex noční léčba – sirup mentolové příchutě a vůně ke zmírnění projevů nachlazení, chřipky a tlumící dráždivý suchý kašel. Užívá se před spaním.

Přípravky Coldrex jsou léky k vnitřnímu užití. Pečlivě čtěte příbalovou informaci.